# Kraska liliowopierśna
Kraska liliowopierśna (Coracias caudatus) – gatunek średniej wielkości ptaka z rodziny krasek (Coraciidae). Występuje w Afryce Subsaharyjskiej. Nie jest zagrożony wyginięciem.

## Taksonomia
Po raz pierwszy zgodnie z zasadami nazewnictwa binominalnego gatunek ten opisał Karol Linneusz w 1766 w 12. edycji Systema Naturae. Autor nadał gatunkowi nazwę Coracias caudata, a jako miejsce typowe wskazał Angolę. Obecnie (2022) Międzynarodowy Komitet Ornitologiczny (IOC) uznaje nazwę Coracias caudatus; wyróżnia 2 podgatunki. Epitet gatunkowy często zapisywany jest jako caudata, jednak nazwa rodzajowa Coracius jest rodzaju męskiego.

## Podgatunki i zasięg występowania
IOC wyróżnia następujące podgatunki:
- C. c. lorti Shelley, 1885 – kraska liliowogardła[3] – Etiopia i Somalia na południe po północno-wschodnią Kenię[4]
- C. c. caudatus Linnaeus, 1766 – kraska liliowopierśna[3] – Angola na wschód po Ugandę oraz centralną i wschodnią Kenię, dalej na południe po Namibię oraz północną i wschodnią RPA[4]

## Morfologia
Długość ciała bez ozdobnych sterówek wynosi 28–30 cm (z nimi do 8 cm więcej); masa ciała 87–135 g. Cechami diagnostycznymi w przypadku tego gatunku jest kombinacja różnych odcieni niebieskiego na skrzydle, liliowej piersi i wydłużonych sterówek.

## Ekologia i zachowanie
Środowiskiem życia krasek liliowopierśnych są suche zadrzewienia, jak sawanna z akacjami, miombo, porośnięta palmami sawanna i zadrzewienia Colophospermum mopane. Często przebywają na granicy zadrzewień i obszarów trawiastych. Żywią się bezkręgowcami, takimi jak prostoskrzydłe, chrząszcze, motyle i gąsienice oraz kręgowcami – ptakami, gadami i płazami. Często kraski te przesiadują w miejscach, gdzie są dobrze widoczne, jak słupy telefoniczne i druty.

### Lęgi
W Somalii okres składania jaj przypada na kwiecień–czerwiec (raz odnotowano zniesienie we wrześniu, na południu kraju), w marcu i od sierpnia do września w Etiopii, od marca do listopada we wschodniej Afryce, od września do listopada w Malawi, od września do lutego w RPA. Przeważnie gniazda znajdują się w dziuplach, 2–8 m nad ziemią. Mogą również wypędzać inne ptaki, jak sierpodudki purpurowe (Phoeniculus purpureus) i błyszczaki lśniące (Lamprotornis nitens) z ich dziupli. Niekiedy używają do gniazdowania kopców termitów albo budek lęgowych. Zniesienie liczy 2–4 jaja. Inkubacja trwa 17–25 dni, wysiadują oba ptaki z pary. Młode opuszczają gniazdo po blisko 19 dniach życia. Po kolejnych 20 dniach stają się niezależne od rodziców.

## Status
IUCN uznaje kraskę liliowopierśną za gatunek najmniejszej troski (LC, Least Concern) nieprzerwanie od 1988 (stan w 2022). Liczebność populacji nie została oszacowana, ale ptak ten opisywany jest jako bardzo liczny lub pospolity. Ze względu na brak dowodów na spadki liczebności bądź istotne zagrożenia dla gatunku BirdLife International uznaje trend liczebności populacji za stabilny.